# Isla Nevada
La isla Nevada o isla Snow es una isla de la Antártida, perteneciente a las islas Shetland del Sur. Se ubica a 62°47′S 061°23′O / -62.783, -61.383 al suroeste de la isla Livingston y próxima a ella (unos 6 km), separadas por el estrecho Morton. Aproximadamente 140 km la separan de la península Antártica. 
Mide 16 km de largo por 8 km de ancho, alcanzando una altura de 210 m. Tiene un área de 154 km², con 58 km de costa. Se encuentra completamente cubierta por hielos permanentes. El punto más austral de la isla es el cabo Conway.
En 1820 ya era conocida por los foqueros británicos y estadounidenses.

## Reclamaciones territoriales
Argentina incluye a la isla en el departamento Antártida Argentina dentro de la provincia de Tierra del Fuego, Antártida e Islas del Atlántico Sur; para Chile forma parte de la comuna Antártica de la provincia Antártica Chilena dentro de la Región de Magallanes y de la Antártica Chilena; y para el Reino Unido integra el Territorio Antártico Británico. Las tres reclamaciones están sujetas a las disposiciones del Tratado Antártico.
Nomenclatura de los países reclamantes: 
- Argentina: isla Nevada
- Chile: isla Snow
- Reino Unido: Snow Island

### Mapa
- L.L. Ivanov. Antarctica: Livingston Island and Greenwich, Robert, Snow and Smith Islands. Scale 1:120000 topographic map.  Troyan: Manfred Wörner Foundation, 2009.  ISBN 978-954-92032-6-4